# Oak Point-Bartibog Bridge
Oak Point-Bartibog Bridge est un village du comté de Northumberland, à l'est de la province canadienne du Nouveau-Brunswick. Le village a le statut de District de services locaux. Dans le cadre de la réforme de la gouvernance locale du 1er janvier 2023, le DSL a été annexé à la nouvelle communauté rurale d'Alnwick.

## Toponyme
Le quartier de Bartibog Bridge est nommé ainsi car un pont y traverse la rivière Bartibog, elle-même nommée en l'honneur du chef micmac Bartholomew La Bogue ou Barthélémi Labauve, qui était surnommé Balt Bogue par son peuple et Bartabogue par les Acadiens et les Anglais.

## Géographie

### Situation
Oak Point-Bartibog Bridge est situé à près de 25 kilomètres à vol d'oiseau au nord-est de Miramichi, à l'extrémité sud de la péninsule acadienne. Le village a une superficie de 20,80 km2.
Le village est situé sur la rive nord de la rivière Miramichi.
Oak Point-Bartibog Bridge est limitrophe de la Lower Newcastle-Russelville à l'ouest, de la paroisse d'Alnwick au nord et de Barryville-New Jersey au nord-est.
Le village est généralement considéré comme faisant partie de l'Acadie.

### Topographie
La rivière Bartibog constitue la frontière ouest du village et de la péninsule acadienne. Elle se jette en rive gauche de la rivière Miramichi. Deux autres cours d'eau se jettent dans la rivière, soit la rivière à l'Huître, au centre du village, et le ruisseau Whites, à l'est.
Il y a une île en face du village, l'île Sheldrake.

### Géologie
Le sous-sol d'Oak Point-Bartibog Bridge est composé principalement de roches sédimentaires du groupe de Pictou datant du Pennsylvanien (entre 300 et 311 millions d'années).

### Morphologie urbaine
Le village comprend trois hameaux. Il y a Bartibog Bridge (Pont-Bartibog), au bord de la rivière. Environ trois kilomètres et demi à l'est, il y a The Willows (Les Saules). Finalement, juste à l'est de ce dernier se trouve Oak Point (Pointe-du-Chêne), à la pointe du même nom.

## Histoire
Royaume-Uni de Grande-Bretagne et d'Irlande (1801-1867)

Oak Point-Bartibog Bridge est situé dans le territoire historique des Micmacs, plus précisément dans le district de Sigenigteoag, qui comprend l'actuel côte Est du Nouveau-Brunswick, jusqu'à la baie de Fundy.
Selon la tradition orale, Pointe-du-Chêne est fondé vers 1800 par cinq familles acadiennes de Cambridge, au Massachusetts ; ces familles se seraient ensuite déplacées vers d'autres villages après 1812. Bartibog Bridge est probablement fondé avant 1812 par des Écossais catholiques, originaires de Glenaladale, qui s'étaient auparavant installés en 1772 à l'Île-du-Prince-Édouard, guidés par John MacDonald. En 1825, Oak Pointe-Bartibog Bridge est l'un des endroits les plus touchés par les Grands feux de la Miramichi, qui dévastent entre 10 000 km2 et 20 000 km2 dans le centre et le nord-est de la province et tuent en tout plus de 280 personnes,.

## Démographie
(août 2016).
D'après le recensement de Statistique Canada, il y avait 255 habitants en 2006, autant qu'en 2001. Il y a 168 logements privés, dont 109 occupés par des résidents habituels. Le village a une densité de population de 12,3 habitants au kilomètre carré.
| 2011 | 2016 |
| ---- | ---- |
| 255  | 249  |

## Administration

### Comité consultatif
En tant que district de services locaux, Oak Point-Bartibog Bridge est administré directement par le Ministère des Gouvernements locaux du Nouveau-Brunswick, secondé par un comité consultatif élu composé de cinq membres dont un président.

### Commission de services régionaux
Oak Point-Bartibog Bridge fait partie de la Région 5, une commission de services régionaux (CSR) devant commencer officiellement ses activités le 1er janvier 2013. Contrairement aux municipalités, les DSL sont représentés au conseil par un nombre de représentants proportionnel à leur population et leur assiette fiscale. Ces représentants sont élus par les présidents des DSL mais sont nommés par le gouvernement s'il n'y a pas assez de présidents en fonction. Les services obligatoirement offerts par les CSR sont l'aménagement régional, l'aménagement local dans le cas des DSL, la gestion des déchets solides, la planification des mesures d'urgence ainsi que la collaboration en matière de services de police, la planification et le partage des coûts des infrastructures régionales de sport, de loisirs et de culture; d'autres services pourraient s'ajouter à cette liste.

### Représentation et tendances politiques
Nouveau-Brunswick: Oak Point-Bartibog Bridge fait partie de la circonscription provinciale de Baie-de-Miramichi—Neguac, qui est représentée à l'Assemblée législative du Nouveau-Brunswick par Serge Robichaud, du Parti progressiste-conservateur. Il fut élu en 2010.
 Canada: Oak Point-Bartibog Bridge fait partie de la circonscription électorale fédérale de Miramichi, qui est représentée à la Chambre des communes du Canada par Tilly O'Neill-Gordon, du Parti conservateur. Elle fut élue lors de la 40e élection fédérale, en 2008.

## Vivre à Oak Point-Bartibog Bridge
Le détachement de la Gendarmerie royale du Canada le plus proche est situé à Néguac. Le bureau de poste le plus proche est quant à lui à Miramichi.
L'église St. Peter's and St. Paul's de Bartibog Bridge est une église catholique romaine faisant partie du diocèse de Saint-Jean.
Les anglophones bénéficient du quotidien Telegraph-Journal, publié à Saint-Jean et de l'hebdomadaire Miramichi Leader, publié à Miramichi. Les francophones bénéficient quant à eux du quotidien L'Acadie nouvelle, publié à Caraquet, ainsi que de l'hebdomadaire L'Étoile, de Dieppe.

## Culture et patrimoine
L'église Saint Peter's and Saint Paul's de Bartibog Bridge est un site historique provincial du Nouveau-Brunswick.